# Chartuzac
Chartuzac là một xã trong tỉnh Charente-Maritime Charente-Maritime trong vùng Nouvelle-Aquitaine, tây nam nước Pháp. Xã Chartuzac nằm ở khu vực có độ cao trung bình 100 mét trên mực nước biển.